# Lago Brosno
El lago Brosno (Бросно) es un lago situado en la Rusia europea, en el Tver, cerca de la ciudad de Andreapol. Este es el lugar donde se supone vive el dragón de brosno. El lago está localizado a una altitud de 243 m, tiene una superficie de 7,2 km², una longitud de 10,8 km, un ancho máximo de 4 km (con un promedio de 2 km) y  la longitud de la costa es de 16,2 km. La profundidad máxima es de 41,5 m y la media de 17 m. Hay una iglesia sumergida en la parte occidental de este. Extrañamente, el lago cuenta con percas y lotas, dos especies de peces de agua salada.
La vegetación que rodea al lago se caracteriza por la presencia de abetos y bosques de pino y abedul en el norte y el oeste. Al este se encuentra un valle. A sus orillas se encuentran las localidades de Diatkin, Gushin y algunas aldeas.